# Taybad
Tāybād o Tāyyebāt (farsi تایباد) è il capoluogo dello shahrestān di Taybad, circoscrizione Centrale, nella provincia del Razavi Khorasan in Iran. Aveva, nel 2006, una popolazione di 46.228 abitanti. Situata nella parte sud-orientale della provincia, sulla strada che da Mashhad conduce a Herat, è l'ultima città prima del confine con l'Afghanistan il cui porto d'ingresso è Eslām Qalʿeh (اسلام قلعه) .